# Hikaja
Hikaja (arab. ‏حكاية‎, ḥikāya), hikaye – palestyńska tradycyjna sztuka narracji mająca formę pogadanek, podczas których kobiety opowiadają innym kobietom oraz dzieciom fikcyjne historie dotyczące problemów rodzinnych oraz społecznych na Bliskim Wschodzie.
W 2005 roku palestyńskie hikaye proklamowane zostało arcydziełem ustnego i niematerialnego dziedzictwa ludzkości, a w 2008 roku wpisane na listę reprezentatywną niematerialnego dziedzictwa kulturowego ludzkości.

## Charakterystyka
Hikaye jest wielowiekową tradycją, w której kobiety są centralnymi postaciami; są nie tylko opowiadaczkami historii, ale przekazywane przez nie opowieści stanowią też formę krytyki społeczeństwa z perspektywy kobiet oraz opis struktury społecznej bezpośrednio dotyczącej ich życia. Część opowieści opisuje również rozdarcie kobiet między ich codziennymi obowiązkami a pragnieniami i marzeniami.
Historie zwyczajowo opowiadane są w domach, podczas długich zimowych wieczorów, w czasie spontanicznych spotkań towarzyskich, w których udział biorą małe grupy kobiet z dziećmi. Udział dorosłych mężczyzn w takich spotkaniach jest uznawany za niestosowny, stąd ich obecność podczas hikaye jest bardzo rzadka. Narracja jest bardzo ekspresywna; stosowane są zmiany rytmu mowy i modulacji głosu, akcentowanie czy emfaza. Buduje to umiejętność przykucia uwagi słuchaczy opowieści oraz skutecznego przenoszenia ich w świat wyobraźni i fantazji. Hikaye od typowych opowieści ludowych odróżnia styl narracji opierający się na literackich i językowych konwencjach, nieunikający manieryzmu słownego oraz form językowych nieużywanych w mowie potocznej. Językiem służącym do przekazywania historii jest dialekt palestyński języka arabskiego (w odmianie wiejskiej fallahi lub w odmianie miejskiej madani).
Tradycję podtrzymują i przekazują głównie starsze Palestynki, choć młode dziewczęta i chłopcy czasem również opowiadają sobie hikaye dla praktyki lub dla przyjemności. Tradycji hikaye zagraża jednak wpływ środków masowego przekazu, przez który część mieszkańców zaczyna postrzegać zwyczaj jako zacofany i niewarty podtrzymywania. W konsekwencji starsze narratorki często zmieniają treść i formę opowiadań. Matki współcześnie wolą też czytać i opowiadać dzieciom bajki zagraniczne niż rodzime. Dodatkowo poważnym zagrożeniem jest niestabilna sytuacja społeczna i polityczna w Palestynie.
W 1989 roku Uniwersytet Kalifornijski w Berkeley wydał antologię w języku angielskim, w której zebrano 45 opowieści hikaye. Dzieło pod tytułem Speak, Bird, Speak Again opracowane zostało przez Szarifa Kananę (arab. ‏شريف كناعنة‎), powieściopisarza i profesora antropologii na Uniwersytecie w Bir Zajt oraz Ibrahima Muhawiego (arab. ‏إبراهيم مهوي‎), nauczyciela literatury arabskiej i teorii przekładu. W 1997 roku ukazało się tłumaczenie dzieła na język francuski, a w 2001 roku – na język arabski (قول يا طير, Qūl yā ṭayr). W 2007 roku kontrolowane wówczas przez Hamas palestyńskie Ministerstwo Edukacji nakazało usunięcie 1500 egzemplarzy tej książki ze 150 bibliotek szkolnych na Zachodnim Brzegu Jordanu ze względu na rzekomą obecność w opowiadaniach podtekstów seksualnych. Po protestach opinii publicznej decyzja ta została po kilku dniach uchylona.